# Dwight Trible

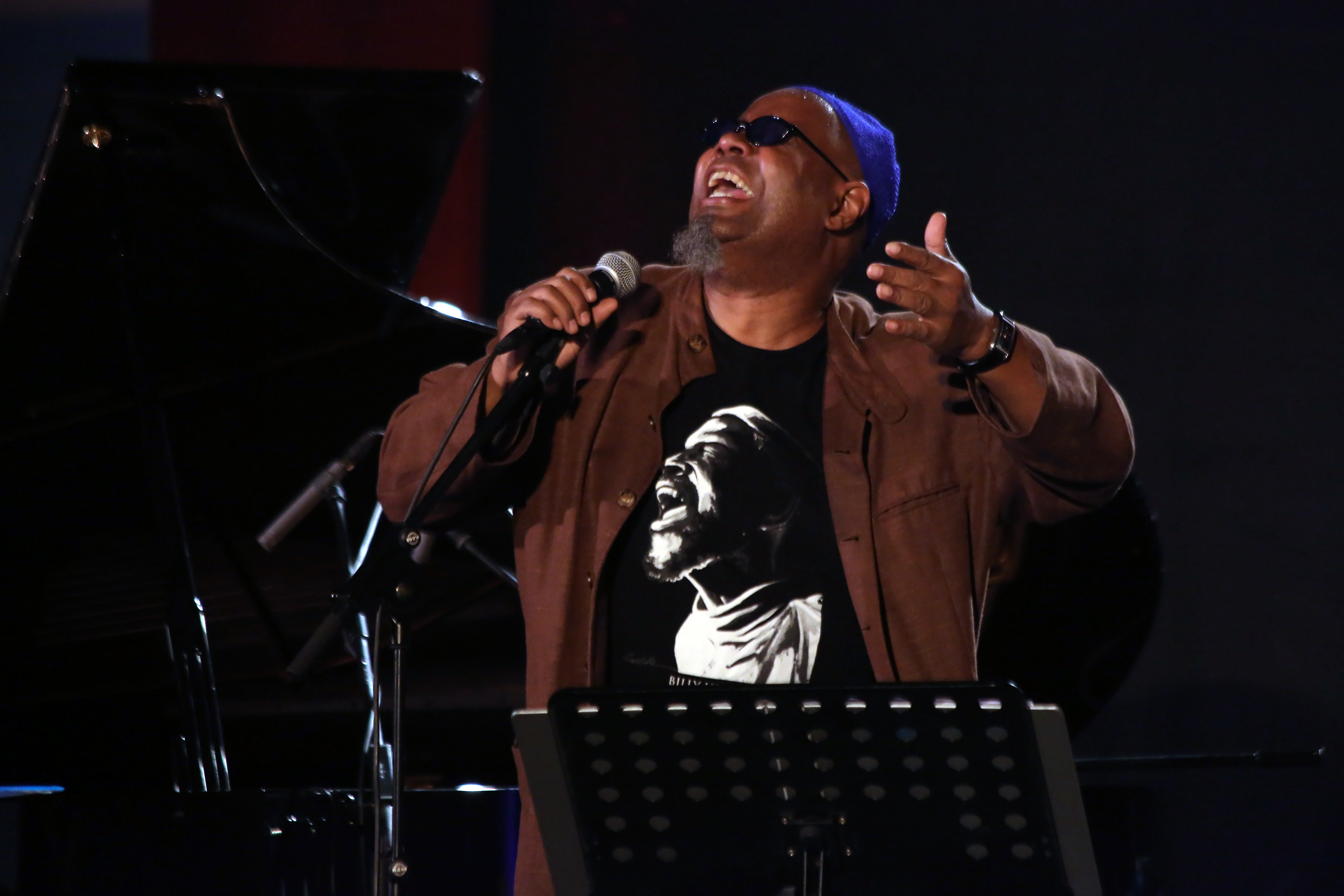
Dwight Trible auf dem INNtöne Jazzfestival 2013

Dwight Trible (* 29. März 1950 in Cincinnati) ist ein US-amerikanischer Jazzmusiker (Gesang, Komposition, Arrangement, auch Perkussion). Das Jazz Journal bezeichnet Dwight Trible mit seinen überemotionalen und herabstürzenden Gesangsstil als „wohl großartigster lebender Jazzsänger der Welt und eine Legende im Wartezustand.“

## Leben und Wirken
Trible sang bereits in der Grundschule. In der Highschool spielte er regelmäßig in Bands und interpretierte alles von Gospel über R&B und Funk bis hin zu Blues und Jazz. Mit 21 Jahren wanderte er 1971 nach Kalifornien aus. 1978 zog er nach Los Angeles, wo er sich in sozialen Organisationen und im Kampf für die Befreiung der Afroamerikaner sowie in der vielseitigen Musikszene engagierte. Der Pianist und Bandleader Horace Tapscott wurde auf ihn aufmerksam und zum Mentor des Sängers. Trible arbeitete in Tapscotts Pan Afrikan Peoples Arkestra; ab 1995 leitete er auch den UGMAA Choir. Zwei Jahre nach Tapscotts Tod, 2001, veröffentlichte Trible eine Hommage an Tapscott namens Horace (Elephant Records), sein erstes Album unter eigenem Namen. In dieser Zeit spielte er außerdem mit Willie Jones III und Emile Poree. 
Zwischen 2004 und 2011 hat Trible mit dem Mehrgenerationen-Kollektiv Build an Ark gesungen, getourt und vier Alben eingespielt. 2005 nahm er mit Musikern wie Charles Owens, Harold Land, Jr. und Adam Rudolph sein zweites Album Living Water auf. Er arbeitete außerdem mit Musikern wie Norman Connors, Charles Lloyd, Bobby Hutcherson oder auch mit Harry Belafonte.
Im Jahr 2008 trat Trible unter Leitung von Babatunde Lea im Jazzclub Yoshi’s in San Francisco bei einem Tributkonzert für Leon Thomas auf; dabei begleiteten ihn außerdem Ernie Watts, Patrice Rushen und Gary Brown. Es folgten Produktionen mit Paul Zauner, Alex Cline (For People in Sorrow), John Beasley (3 Brave Souls), mit Kahil El’Zabars Ritual Trio, Jeri Brown, Ronald Snijders und Kamasi Washington (The Epic).
Sein Album Inspirations (2017), das er zusammen mit Trompeter Matthew Halsall und dessen Band aufgenommen hat, enthält unter anderem Klassiker wie Roberta Flacks „Tryin‘ Times“, Nina Simones „Feeling Good“ oder „Black Is the Colour of My True Love’s Hair.“ Für Gearbox Records entstanden die Alben Mothership (2019) und Ancient Future (2023). Im Bereich des Jazz war er laut Tom Lord zwischen 1980 und 2018 an 21 Aufnahmesessions beteiligt. Zu hören ist er auch auf Washingtons Album Fearless Movement (2024).

## Wirkung
Andrew Gilbert (JazzTimes) schrieb über Trible, nur wenige Musiker hätten in den letzten vier Jahrzehnten mehr getan, um die Szene von Los Angeles zu kultivieren als er. Sein Gesang gilt als ausdrucksstark. Zumeist interpretierte er auf seinen Alben „opulentes melodisches Material.“
The Guardian lobte sein Album Inspirations mit Matthew Halsall: Burt Bacharachs „What the World Needs Now“ verwandle sich in einen raumgreifenden Walzer mit einem Akkord, der mit Harfenglissandi im Alice-Coltrane-Stil überlagert sei. Cole Porters „I Love Paris“ werde zu einer arrhythmischen Astral-Jazz-Reise, bei der Klavier und Becken flattern. In einer Uptempo-Version von „Feeling Good“ schleiche sich Tribles Bariton in das Gebiet ein, das wir mit einem Operntenor verbinden, und klinge aufregend ekstatisch.

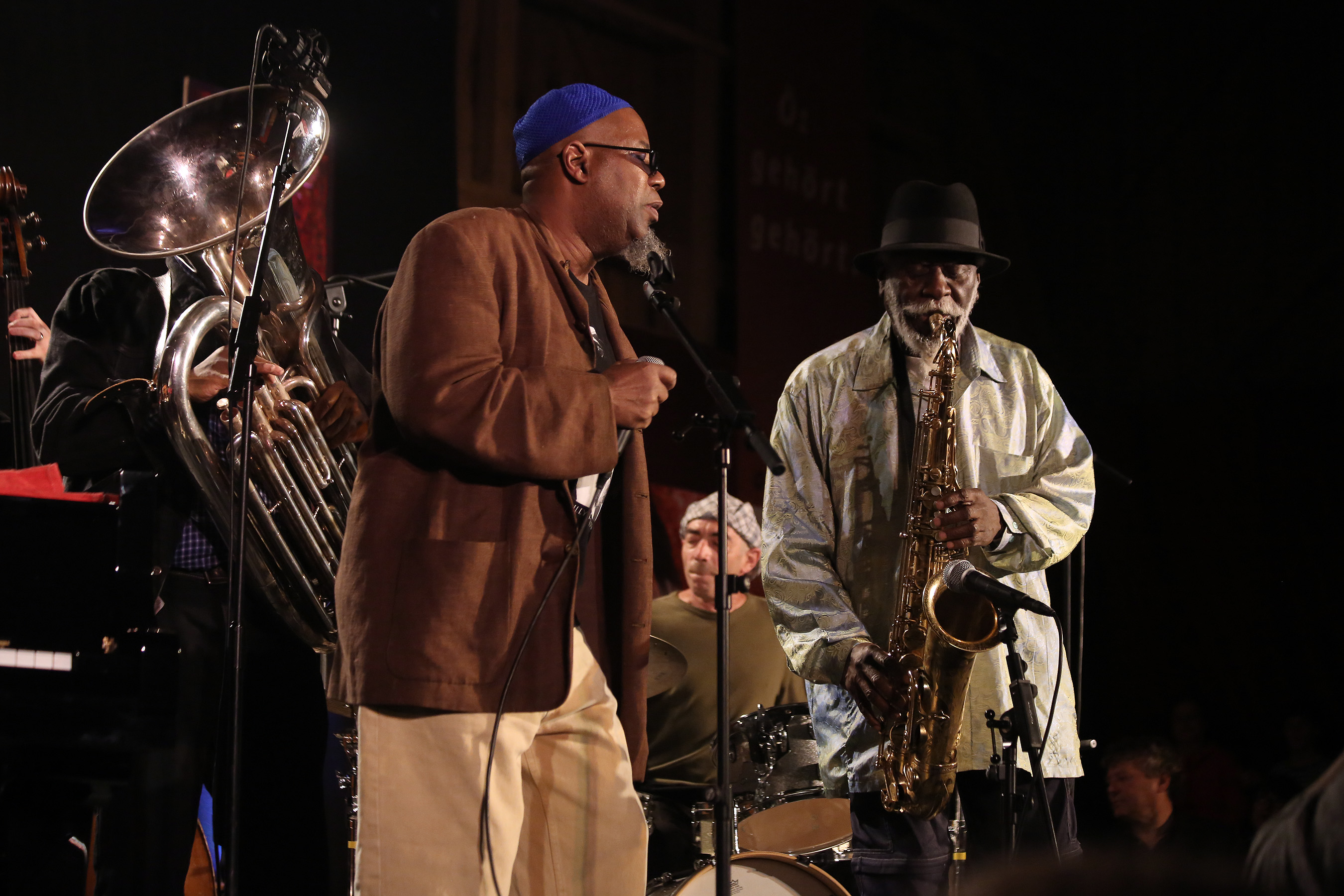
Dwight Trible mit Pharoah Sanders (rechts) auf dem INNtöne Jazzfestival 2013

Sein Album Mothership (2019) sei eine Art „Schatzkarte“ für die fehlenden Stücke hinter der Geschichte des Wiederauflebens von Southland. Trible schöpfe aus dem spirituell aufgeladenen Universum von Pharoah Sanders und dem politisch radikalen Reich Horace Tapscotts und erfülle „ein faszinierendes Programm von Liedern mit himmlischer Seele“. Anders als auf früheren Alben geht es auf Ancient Future (2023) eher „um rhythmischen Einfallsreichtum und einen lockeren, spontanen Vibe“.

## Diskographische Hinweise
- Horace (Elephant, 2001), mit Trevor Ware, Billy Higgins, Daniel Bejerano, Derf Reklaw, John Rangel, Charles Owens, George Harper
- Dwight Trible & The Life Force Trio: Love Is The Answer (Ninja Tune, 2005)
- Paul Zauner's Blue Brass Featuring Dwight Trible: Venus of Harlem (Pao, 2009), mit Daniel Nösig, Clemens Salesny, Peter Massink, Martin Reiter, Wolfram Derschmidt, Dusan Novakov
- Cosmic (Katalyst Entertainment, 2011)
- Inspirations (Gondwana Records, 2017), mit Matthew Halsall, Taz Modi, Gavin Barras, Jon Scott, Rachael Gladwin, Luke Flowers
- Mothership (Gearbox 2019), mit Mark de Clive-Lowe, Ramses Rodriguez, John B. Williams sowie Kamasi Washington, Miguel Atwood-Ferguson, Maja, Carlos Niño, Derf Reklaw
- Cosmic Vibrations ft. Dwight Trible: Pathways & Passages (Spiritmuse Records 2019)
- Ancient Future (Gearbox 2023), mit John Beasley, G. E. Stinson, Andrew Gouché, Greg Paul, Megashia Jackson sowie Kamasi Washington, Rene Fisher, Georgia Anne Muldrow